# Diano San Pietro
Diano San Pietro (en ligur Dian San Pê) és un comune italià, situat a la regió de la Ligúria i a la província d'Imperia. El 2015 tenia 1.145 habitants.

## Geografia
Diano San Pietro es troba a la vall Dianese, al llarg del torrent San Pietro, a la confluència amb el riu Besta. Destaquen els cim del mont Ceresa (913 m), mont Caro (746 m) i mont Gascio. Té una superfície de 11,91 km² i les frazioni de Borganzo, Roncagli. Limita amb Diano Arentino, Diano Castello, San Bartolomeo al Mare, Stellanello i Villa Faraldi.